# 카토 나츠키
카토 나츠키(加藤 夏希 가토 나쓰키[*], 1969년 10월 14일)는 일본 아키타현 유리혼 정에서 태어난 일본의 배우다.

## 개요
1998년 현재 소속사에 들어가서 TV 광고에 출연한 뒤로, 스포트라이트와 다양한 드라마나 CF의 제안을 받기 시작하고, 1999년 데뷔한다. 2002년 《Tokyo 10+01》이라는 작품에 출연하고 연이어, 《배틀 로얄 2 : 레퀴엠》에 출연하여 사쿠라이 사키 역을 연기한다. 《가면라이더 류키》에 출연하기도 하였다. 이 작품에서 그녀는 첫 번째 여성 가면라이더였다. 여자 배우이지만, 많은 버리이어티에 종종 출연하기도 한다.
2014년 6월 6일에 자신의 블로그에 일반인 남성과 결혼했다고 발표하였으며, 2016년 3월에는 임신 사실을 발표. 출산 예정일은 2016년 여름이라고 한다. 그리고 2016년 7월 7일 저녁 건강한 딸을 출산하였다.

## 취미
애니메이션을 좋아하고 비디오 게임을 좋아하는 것으로 알려져있다. 그애니메이션 검담이나 슬레인저를 팬으로 알려져 있다. 건담의 나오는 주인공과 결혼하고 싶다고 언급한 적도 있다. 게다가, 그녀는 《나키 펀치 ナッキーパンチ》라고 하는 애니맥스 방송에서 2002-2004년까지 애니메이션 소개 프로그램에 MC를 맡아서, 애니메이션 광으로도 널리 알려졌다.

## 출연
- 불타라!! 로보콘 - 로비나 역

## 작품

### 영화
- 양의 노래 (2001)
- 세상의 끝이라는 이름의 잡화점 (世界の終わりという名の雑貨店) (2001)
- 가면라이더 류키 극장판 에피소드 파이널 (2002)
- 배틀 로얄 2 : 레퀴엠 (2003)
- 기라라의 역습 : 토야호 정상의 위기일발
- 꽃보다 남자 - 파이널 (2008)

### 드라마
- 양키 모교로 돌아오다 (2003)
- 어택 넘버원 (2005)
- 꽃보다 남자 리턴즈 (2007)
- 초밥 왕자 (2007)
- 네 자매 탐정단(2008)
- 리얼 클로즈 (2008-2009)
- 엄마, 배구로 잡아줘 (2009)